# Охорона культурної спадщини
Охорона культурної спадщини — система правових, організаційних, фінансових, матеріально-технічних, містобудівних, інформаційних та інших заходів з обліку (виявлення, наукове вивчення, класифікація, державна реєстрація), запобігання руйнуванню або заподіянню шкоди, забезпечення захисту, збереження, утримання, відповідного використання, консервації, реставрації, ремонту, реабілітації, пристосування та музеєфікації об'єктів культурної спадщини.